# Besuch auf Godenholm
Besuch auf Godenholm ("Besök på Godenholm") är en kortroman från 1952 av den tyske författaren Ernst Jünger. Den handlar om en grupp människor som blir bjudna till den skandinaviska ön Godenholm, där de genomgår en sinnesförändrande seans med starka drömbilder.
Boken fick lite uppmärksamhet när den först gavs ut och hörde länge till Jüngers mindre lästa verk. På 1990-talet fick den ett uppsving inom akademisk Jünger-forskning, när litteraturvetaren Ulrich Baron lade fram teorin att den förtäckt skildrar författarens första LSD-tripp. Boken har placerats i en tradition där drogupplevelser skildras med litterära ambitioner, med påtagliga exempel från romantiken och hos Charles Baudelaire. I essäsamlingen Psykonauterna från 1970, som handlar om droger, återknyter Jünger till Besuch auf Godenholm i ett kapitel. Den franske kompositören André Almuró använde Besuch auf Godenholm som förlaga till en opera från 1971 med titeln Visite à Godenholm.